# Crocidium lactipenne
Crocidium lactipenne är en tvåvingeart som beskrevs av Hesse 1963. Crocidium lactipenne ingår i släktet Crocidium och familjen svävflugor. Inga underarter finns listade i Catalogue of Life.